# Ykkösliiga
Ykkösliiga (szw. Ettan) – drugi poziom rozgrywek ligowych w piłkę nożną w Finlandii, po raz pierwszy zorganizowany w 1973 roku. Wcześniej w latach 1936–1972 rozgrywki były prowadzone systemem pucharowym i nosiły nazwę Suomensarja. W rozgrywkach bierze udział 10 klubów. Mistrz awansuje do Veikkausliiga, wicemistrz rozgrywa baraż o awans do Veikkausliiga, a najsłabsza drużyna ligi spada do Kakkonen.

## Skład ligi w sezonie 2019
| Klub                       | Miasto      |
| -------------------------- | ----------- |
| AC Oulu                    | Oulu        |
| AC Kajaani                 | Kajaani     |
| Ekenäs IF                  | Ekenäs      |
| FF Jaro                    | Jakobstad   |
| Kotkan Työväen Palloilijat | Kotka       |
| FC Haka                    | Valkeakoski |
| Musan Salama               | Pori        |
| Myllykosken Pallo-47       | Kouvola     |
| Turun Palloseura           | Turku       |
| Tampereen Pallo-Veikot     | Tampere     |

## Zwycięzcy rozgrywek
- 1973: Mikkelin Pallo-Kissat
- 1974: Myllykosken Pallo-47
- 1975: GBK
- 1976: Kiffen
- 1977: KPT
- 1978: FC Ilves
- 1979: MP Mikkeli
- 1980: MP Mikkeli
- 1981: FC Kuusysi
- 1982: Lahden Reipas
- 1983: MP Mikkeli
- 1984: OTP Oulu
- 1985: MP Mikkeli
- 1986: Lahden Reipas
- 1987: OTP Oulu
- 1988: FF Jaro
- 1989: KPV Kokkola
- 1990: PPT
- 1991: Myllykosken Pallo-47
- 1992: TPV Tampere
- 1993: Kuopion Palloseura
- 1994: Helsingin Ponnistus
- 1995: Inter Turku
- 1996: TP-Seinäjoki
- 1997: FC Haka
- 1998: FC Lahti
- 1999: Tampere United
- 2000: Kuopion Palloseura
- 2001: FC Hämeenlinna
- 2002: FC KooTeePee i Turun Palloseura
- 2003: Tornion Pallo-47
- 2004: Kuopion Palloseura
- 2005: FC Honka
- 2006: FC Viikingit
- 2007: Kuopion Palloseura
- 2008: JJK Jyväskylä
- 2009: AC Oulu
- 2010: Rovaniemen Palloseura
- 2011: FC Lahti
- 2012: Rovaniemen Palloseura
- 2013: Seinäjoen Jalkapallokerho
- 2014: Helsingfors IFK
- 2015: Palloseura Kemi Kings
- 2016: JJK Jyväskylä
- 2017: Turun Palloseura
- 2018: Helsingfors IFK
- 2019: FC Haka